# سی‌ای.۱۰۰ کاپرونی
سی‌ای. ۱۰۰ کاپرونی (به انگلیسی: Caproni_Ca.100) یک هواگرد از نوع هواگرد آموزشی ساخت شرکت Caproni است. هواگرد سی‌ای. ۱۰۰ کاپرونی نخستین پروازش را در ۱۹۲۸ میلادی انجام داد. در مجموع، تعداد c.700 فروند از این هواگرد ساخته شده‌است.